# Сухаренко, Михаил Фёдорович
Михаил Фёдорович Сухаренко (1907—1993) — советский промышленный деятель, директор «Завода имени Я. М. Свердлова».
Дважды Герой Социалистического Труда (1974, 1982). Лауреат Государственной премии СССР (1971) и премии Совета Министров СССР (1978).

## Биография
Родился 11 октября 1907 года в городе Глухов Сумской области (Украина).
С 1926 года работал слесарем на заводах Мариуполя («Рудметаллторг») и Харькова (кондитерская фабрика «Октябрь»). В 1932—1935 годах учился в Харьковском химико-технологическом институте. В 1936—1938 годах учился в Ленинградском химико-технологическом институте, который закончил на «отлично».
Получив образование химика-технолога с 1938 года работал в Дзержинске на заводе имени Я. М. Свердлова. Начальник участка, заместитель начальника цеха, начальник цеха, заместитель главного инженера, главный инженер. С 1960 по 1987 годы — директор завода (в возрасте 80 лет).
Указом Президиума Верховного Совета СССР (с грифом «не подлежит опубликованию») от 16 января 1974 года «за выдающиеся успехи в выполнении и перевыполнении планов 1973 года и принятых социалистических обязательств» удостоен звания Героя Социалистического Труда с вручением ордена Ленина и золотой медали Серп и Молот.
Указом Президиума Верховного Совета СССР от 6 октября 1982 года «за выдающиеся заслуги в создании новых средств специальной техники, крупный вклад в повышение эффективности производства и в связи с семидесятипятилетием со дня рождения» удостоен звания Героя Социалистического Труда с вручением ордена Ленина и золотой медали Серп и Молот.
Умер 17 августа 1993 года, похоронен в Дзержинске.

## Награды и Звания
- Дважды Герой Социалистического Труда.
- Три ордена Ленина, два ордена Трудового Красного Знамени, ордена Октябрьской Революции, Дружбы Народов, Отечественной войны 1 степени, «Знак Почёта», медали.
- Почётный гражданин города Дзержинска

## Память
Около главной проходной завода, который возглавлял М. Ф. Сухаренко, ему установлен памятник.
В октябре 2007 года торжественно отмечалось 100-летие со дня рождения Михаила Сухаренко. Торжества ознаменовались открытием на территории завода площади Славы и бюста Михаила Сухаренко. На доме, в котором жил Михаил Фёдорович, установили мемориальную доску.